# Belgique au Concours Eurovision de la chanson 1964
La Belgique a participé au Concours Eurovision de la chanson 1964, le 21 mars à Copenhague, au Danemark. C'est la 9e participation belge au Concours Eurovision de la chanson.
Le pays est représenté par le chanteur Robert Cogoi et la chanson Près de ma rivière, sélectionnés en interne par la Radiodiffusion-télévision belge (RTB).

## Sélection interne
Le radiodiffuseur belge pour les émissions francophones, la Radiodiffusion-télévision belge (RTB, prédécesseur de la RTBF), choisit l'artiste et la chanson en interne pour représenter la Belgique au Concours Eurovision de la chanson 1964. C'est pour la première fois depuis ses débuts en 1956 que la Belgique décide de sélectionner sa chanson en interne.
Lors de cette sélection, c'est la chanson Près de ma rivière, écrite, composée et interprétée par Robert Cogoi, qui fut choisie avec Henri Segers comme chef d'orchestre.
| Ordre | Interprète   | Chanson            | Langue   |
| ----- | ------------ | ------------------ | -------- |
| 1     | Robert Cogoi | Près de ma rivière | Français |

## À l'Eurovision
Chaque jury national attribue un, trois ou cinq points à ses trois chansons préférées.

### Points attribués par la Belgique
| 5 points | Italie   |
| 3 points | Monaco   |
| 1 point  | Autriche |

### Points attribués à la Belgique
| 5 points | 3 points | 1 point             |
| -------- | -------- | ------------------- |
|          |          | - Monaco - Portugal |

Robert Cogoi interprète Près de ma rivière en 15e position, après la Suisse et avant l'Espagne. Au terme du vote final, la Belgique termine 10e, à égalité avec les Pays-Bas, sur 16 pays, ayant reçu 2 points.